# Kymmendö
Kymmendö, ibland även Kymendö (och av öns befolkning uttalat Tjymmendö), är en ö som ligger strax nordost om större Ornö i Stockholms södra skärgård i Haninge kommun, omkring 7 km ostsydost om Dalarö i Jungfrufjärdens närhet. 
Ett fiskehemman har funnits på Kymmendö åtminstone sedan 1539. Ursprungligen ägdes Kymmendö av kronan, men kom på 1600-talet under frälset på Tyresö slott. Ön friköptes 1802 av kofferdikapten Carl Petter Blom och han lät skänka ön med kringliggande skär och fiskevatten till sin systerson. Därefter har ön tillhört samma släkt i över 200 år. Från förra seklets mitt har Kymmendö varit i nuvarande familjen Wahlströms ägo, och familjens 27 medlemmar utgör idag öns hela befolkning.
Idag driver bröderna Wahlström med familjer ett småbåtsvarv, sjömack, butik, krog och jordbruk. Man tillverkar även den träram, vilken används som stenkista för privata båtbryggor. Öborna lever även på turismen och erbjuder guidade promenader under somrarna. Kymmendö brygga trafikeras av Waxholmsbolaget. I bryggans närhet ligger livsmedelsbutik, matservering och krogen Carlssons bakficka. Många av öns besökare lägger till i naturhamnar, som finns på två sidor av ön.

## Kultur
Kymmendö med sina invånare inspirerade August Strindberg att skriva romanen Hemsöborna. Strindberg kom hit första gången 1871 som ung sommargäst tillsammans med några studiekamrater och återvände därefter somrarna 1872 och 1873. Han återvände därefter 1880, nu med sin hustru Siri von Essen och deras barn och vistades här somrarna 1881, 1882 och 1883. Sommaren 1881 hade han sällskap av Carl Larsson, som då arbetade med att illustrera Svenska folket i helg och söcken.  Efter att romanen Hemsöborna publicerades 1887 var Strindberg inte längre välkommen tillbaka till ön varför författaren med familj framdeles fick lov att tillbringa somrarna på Dalarö.
Den skrivarstuga där Strindberg skrev Mäster Olof och Det nya riket finns ännu bevarad, likaså den sommarbostad som familjen hyrde och hans egenhändigt planterade syrenhäck. Skrivarstugan vårdas av Strindbergssällskapet och hålls av familjen Wahlström fritt tillgänglig för besök av allmänheten. Hemsöborna skrevs inte på Kymmendö utan under August Strindbergs vistelse 1887 i Lindau vid Bodensjön.
Werner Aspenström blev 1941 första gången sommargäst på Kymmendö och kom att tillbringa över 50 somrar här. Under denna tid besöktes ön av flera kända författare; bland andra Stig Dagerman, Karl Vennberg och Bengt Anderberg. Stig Dagerman skrev sin roman De dömdas ö på Kymmendö 1946 och Werner Aspenström skrev dikten Ikaros och gossen Gråsten här.

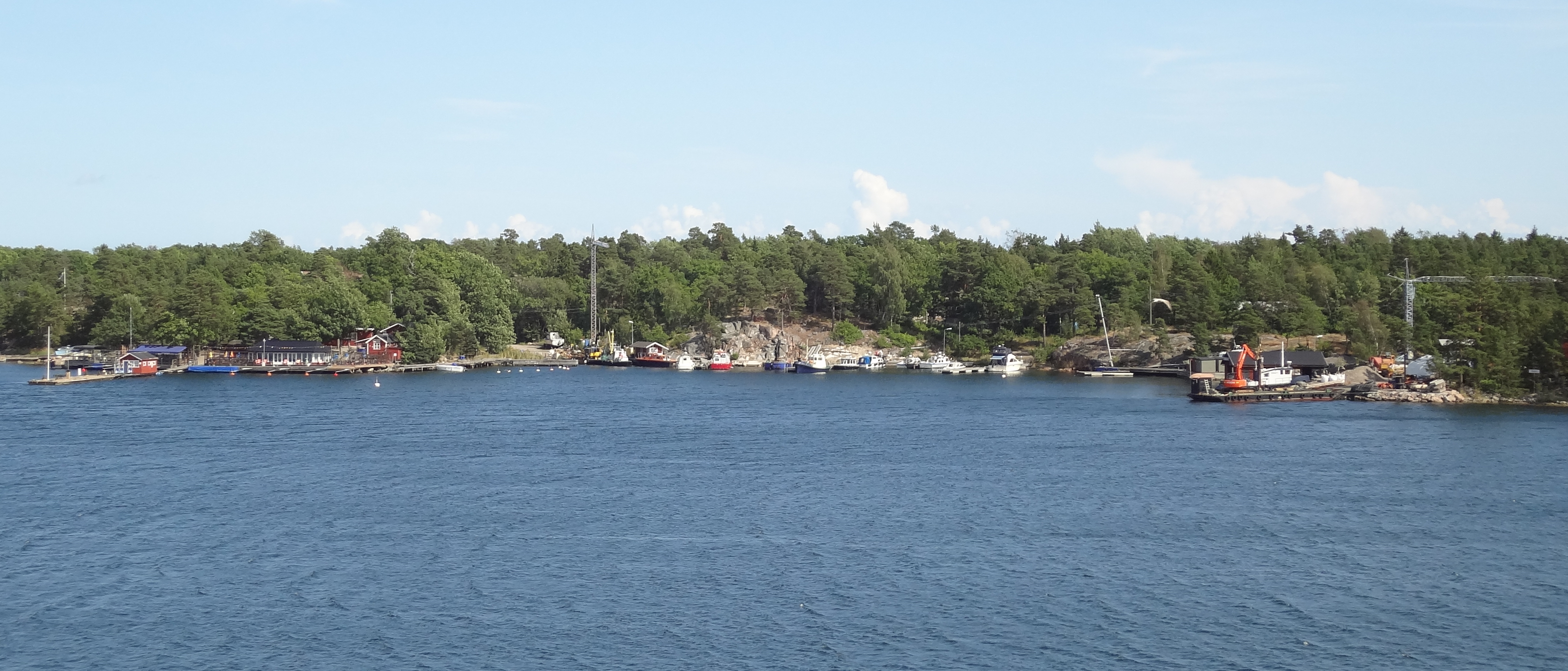
Kymmendö sett från Ornö. Till vänster bryggan och till höger varvet.